# René Mallieux
Pas d'image ? Cliquez ici
René Mallieux est un joueur de hockey sur gazon, alpiniste et écrivain belge né le 15 novembre 1906 et mort le 9 juin 1995. Il devient après-guerre une figure de l'alpinisme belge et un membre important du Club alpin belge dont il assure la promotion.

## Biographie

### Jeunesse
René Mallieux né le 15 novembre 1906  d'un père avocat et d'une mère au foyer. Il a un frère aîné André et passe son enfance à Liège. Les deux frères sont envoyés en Angleterre pendant la Première Guerre mondiale puis rentrent en Belgique la paix revenue. Tandis que son frère André devient avocat, Réné Mailleux obtient un diplôme de sciences commerciales et consulaires.
René Mailleux pratique de nombreux sports : le hand-ball, la gymnastique et le hockey sur gazon. Il concourt aux championnats universitaires de 1927 comme gymnaste pour l'équipe de Liège et participe aux Jeux olympiques d'été de 1928 à Amsterdam dans l'équipe belge de hockey sur gazon,. Il sera entraîneur de l'équipe féminine de hockey du Royal football club Liégois.

### Escalade et alpinisme
René Mallieux découvre ensuite l'escalade sur les falaises de Belgique et devient membre du Club alpin belge (CAB) en 1932. Il ouvre des voies nouvelles dans les vallées de la Meuse et de l'Ourthe et pratique l'alpinisme avec son frère André dans le massif des Écrins ou à Chamonix,. Après la Seconde Guerre mondiale, René Mailleux devient vice-président du CAB dont il participe à la relance de l'activité. En 1946, il fait venir le jeune guide français Gaston Rébuffat donner une conférence à Bruxelles,. Au mois d'août suivant, avec Gaston Rébuffat comme guide, il fait l'ascension de la face nord des Drus dont la première avait été réalisée en 1935 par son ami Raymond Leininger et par Pierre Allain : profitant d'une assez courte éclaircie, ils font une ascension rapide dans l'après-midi du 14 août, progressant simultanément en évitant les relais mais le retour du mauvais temps les contraint tout de même à un bivouac sous le sommet. Il devient membre du GHM en 1948.
En 1951, René Mallieux organise avec Georges Kogan et Raymond Leininger une expédition franco-belge dans la cordillère Blanche au Pérou,. Les autres membres de cette expédition sont son frère André Mallieux, les épouses de Georges Kogan et Raymond Leininger, Claude Kogan et Nicole Leininger, les Français Maurice Lenoir et Jean Guillemin et le Belge Jacques Jonguen. L'expédition réussit l'ascension de plusieurs sommets dont la première du sommet Nord de l'Alpamayo, ascension à laquelle René Mallieux, victime d'une angine, ne pourra pas participer.

### Suite de sa carrière
Souffrant de la hanche, René Mallieux doit être opéré en 1952 pour lui poser une prothèse. L'intervention chirurgicale le laisse handicapé, il est contraint d'abandonner l'alpinisme et l'escalade et devra désormais se limiter à la randonnée en montagne. 
Au profit du Club alpin belge, il se consacre à de nombreuses conférences en Belgique et à l'étranger où il présente le film Cordillera Blanca de Jacques Jongen relatant l'expédition franco-belge dans la cordillère Blanche. Il écrit une biographie d'Albert Ier publiée en 1956. 
Il meurt le 9 juin 1995.

## Œuvre
- Le Roi Albert alpiniste, Bruxelles, La renaissance du Livre, 1956